# Basutacris inflatifrons
Basutacris inflatifrons är en insektsart som beskrevs av Brown, H.D. 1962. Basutacris inflatifrons ingår i släktet Basutacris och familjen Lentulidae. Inga underarter finns listade i Catalogue of Life.